# جیمز ویکز
جیمز ویکز (انگلیسی: James Weekes; ۱۱ سپتامبر ۱۹۱۱ – ۱۳ ژوئن ۱۹۷۷) قایقران قایق بادبانی اهل ایالات متحده آمریکا بود.